# Reacție Fenton
În reacția Fenton este utilizat un reactiv format dintr-o soluție de peroxid de hidrogen (H2O2) și un catalizator de fier (de obicei sulfat de fier (II), FeSO4). Este utilizată pentru oxidarea contaminanților sau a apelor reziduale ca parte a unui proces de oxidare avansată. Reactivul lui Fenton poate fi utilizat pentru a degrada compuși organici precum tricloroetilena și tetracloroetilena (percloroetilena). Acesta a fost dezvoltat în anii 1890 de Henry John Horstman Fenton ca reactiv analitic.

## Mecanism
Ionii de fier divalent Fe (II) sunt oxidați de către peroxidul de hidrogen formând fier trivalent Fe (III), radicali hidroxil și ioni hidroxid. Fe (III) este apoi redus iar la Fe (II) de altă moleculă de peroxid, formând un radical hidroperoxil și un proton. Are loc astfel o reacție de disproporționare a peroxidului de hidrogen formând două specii radicalice de oxigen, apa (H+ + OH−) fiind un produs secundar.

| Fe2+ + H2O2 → Fe3+ + HO• + OH− | \| \| \| \| \| \| \| \| | (1) |
|                                |                         |     |
|                                |                         |     |

| Fe3+ + H2O2 → Fe2+ + HOO• + H+ | \| \| \| \| \| \| \| \| | (2) |
|                                |                         |     |
|                                |                         |     |

| 2 H2O2 → HO• + HOO• + H2O | \| \| \| \| \| \| \| \| | (Reacția netă: 1+2) |
|                           |                         |                     |
|                           |                         |                     |